# بينينغ
بينينغ (بالصينية: 普宁市) هي مدينة من مدن الصين.

## المناخ
يظهر الجدول التالي التغييرات المناخية على مدار السنة لبينينغ:
| البيانات المناخية لـبينينغ                       | البيانات المناخية لـبينينغ | البيانات المناخية لـبينينغ | البيانات المناخية لـبينينغ | البيانات المناخية لـبينينغ | البيانات المناخية لـبينينغ | البيانات المناخية لـبينينغ | البيانات المناخية لـبينينغ | البيانات المناخية لـبينينغ | البيانات المناخية لـبينينغ | البيانات المناخية لـبينينغ | البيانات المناخية لـبينينغ | البيانات المناخية لـبينينغ | البيانات المناخية لـبينينغ |
| الشهر                                            | يناير                      | فبراير                     | مارس                       | أبريل                      | مايو                       | يونيو                      | يوليو                      | أغسطس                      | سبتمبر                     | أكتوبر                     | نوفمبر                     | ديسمبر                     | المعدل السنوي              |
| ------------------------------------------------ | -------------------------- | -------------------------- | -------------------------- | -------------------------- | -------------------------- | -------------------------- | -------------------------- | -------------------------- | -------------------------- | -------------------------- | -------------------------- | -------------------------- | -------------------------- |
| الدرجة القصوى °م (°ف)                            | 29.3 (84.7)                | 31.5 (88.7)                | 32.0 (89.6)                | 34.0 (93.2)                | 35.4 (95.7)                | 37.6 (99.7)                | 38.1 (100.6)               | 37.4 (99.3)                | 37.2 (99.0)                | 34.5 (94.1)                | 33.0 (91.4)                | 29.5 (85.1)                | 38.1 (100.6)               |
| متوسط درجة الحرارة الكبرى °م (°ف)                | 19.2 (66.6)                | 20.5 (68.9)                | 22.4 (72.3)                | 25.8 (78.4)                | 29.1 (84.4)                | 30.9 (87.6)                | 33.3 (91.9)                | 32.8 (91.0)                | 31.5 (88.7)                | 28.7 (83.7)                | 24.9 (76.8)                | 21.1 (70.0)                | 26.7 (80.0)                |
| المتوسط اليومي °م (°ف)                           | 14.3 (57.7)                | 15.8 (60.4)                | 17.8 (64.0)                | 21.6 (70.9)                | 25.1 (77.2)                | 27.0 (80.6)                | 28.8 (83.8)                | 28.3 (82.9)                | 27.2 (81.0)                | 24.3 (75.7)                | 20.2 (68.4)                | 16.1 (61.0)                | 22.2 (72.0)                |
| متوسط درجة الحرارة الصغرى °م (°ف)                | 11.1 (52.0)                | 12.9 (55.2)                | 14.6 (58.3)                | 18.6 (65.5)                | 22.1 (71.8)                | 24.3 (75.7)                | 25.5 (77.9)                | 25.2 (77.4)                | 24.1 (75.4)                | 21.2 (70.2)                | 16.7 (62.1)                | 12.6 (54.7)                | 19.1 (66.4)                |
| أدنى درجة حرارة °م (°ف)                          | 0.4 (32.7)                 | 4.8 (40.6)                 | 5.0 (41.0)                 | 11.6 (52.9)                | 15.9 (60.6)                | 17.6 (63.7)                | 22.6 (72.7)                | 22.8 (73.0)                | 19.9 (67.8)                | 11.9 (53.4)                | 6.5 (43.7)                 | 0.7 (33.3)                 | 0.4 (32.7)                 |
| الهطول مم (إنش)                                  | 35.5 (1.40)                | 75.4 (2.97)                | 127.1 (5.00)               | 199.4 (7.85)               | 275.4 (10.84)              | 395.5 (15.57)              | 335.8 (13.22)              | 335.8 (13.22)              | 241.5 (9.51)               | 40.5 (1.59)                | 35.2 (1.39)                | 38.4 (1.51)                | 2٬135٫5 (84.07)            |
| متوسط الرطوبة النسبية (%)                        | 74                         | 78                         | 76                         | 79                         | 79                         | 83                         | 79                         | 81                         | 78                         | 73                         | 72                         | 72                         | 77                         |
| المصدر: China Meteorological Data Service Center |                            |                            |                            |                            |                            |                            |                            |                            |                            |                            |                            |                            |                            |

## أعلام
- بين تشان
- كيه هوا
- لين زيكسو